# 国崩し (歌舞伎)
国崩し(くにくずし)とは、歌舞伎における悪役である。

## 役割
お家騒動を手引きし国家を転覆させる事により、国を自らのものにしようと企む大悪党。
一般的には王子や燕手の鬘を付け、華々しい衣装に身を包んでいる。

## 演目例
「六歌仙容彩」大伴黒主
「祇園祭礼信仰記」松永大膳
「新薄雪物語」秋月大膳
「伽羅先代萩」仁木弾正